# Даньківка (Вінницький район)
Данькі́вка — село в Україні.
Адміністративно відноситься до Бабинського старостинського округу.
Іллінецької міської громади Вінницького району  Вінницької області.

## Історія
1864 року за описом Лаврентія Похилевича село належало за батьківським заповітом Антонію Гавриловичу Чарномському (латинського віросповідання, 1825 року народження), налічувалось 452 мешканці. Дерев'яна Параскеївська церква була побудована 1782 року, володіла 42 десятинами землі.
Станом на 1885 рік у колишньому власницькому селі Жаданівської волості Липовецького повіту Київської губернії мешкало 535 осіб, налічувалось 82 дворових господарства, існували православна церква та постоялий будинок.
За переписом 1897 року кількість мешканців зросла до 865 осіб (425 чоловічої статі та 440 — жіночої), з яких 841 — православної віри.
12 червня 2020 року, відповідно до Розпорядження Кабінету Міністрів України № 707-р «Про визначення адміністративних центрів та затвердження територій територіальних громад Вінницької області», увійшло до складу Іллінецької міської громади.
19 липня 2020 року, в результаті адміністративно-територіальної реформи та ліквідації Іллінецького району, село увійшло до складу Вінницького району.

## Населення

### Мова
Розподіл населення за рідною мовою за даними :
| Мова       | Кількість | Відсоток |
| ---------- | --------- | -------- |
| українська | 436       | 99.54%   |
| російська  | 1         | 0.23%    |
| румунська  | 1         | 0.23%    |
| Усього     | 438       | 100%     |

## Світлини

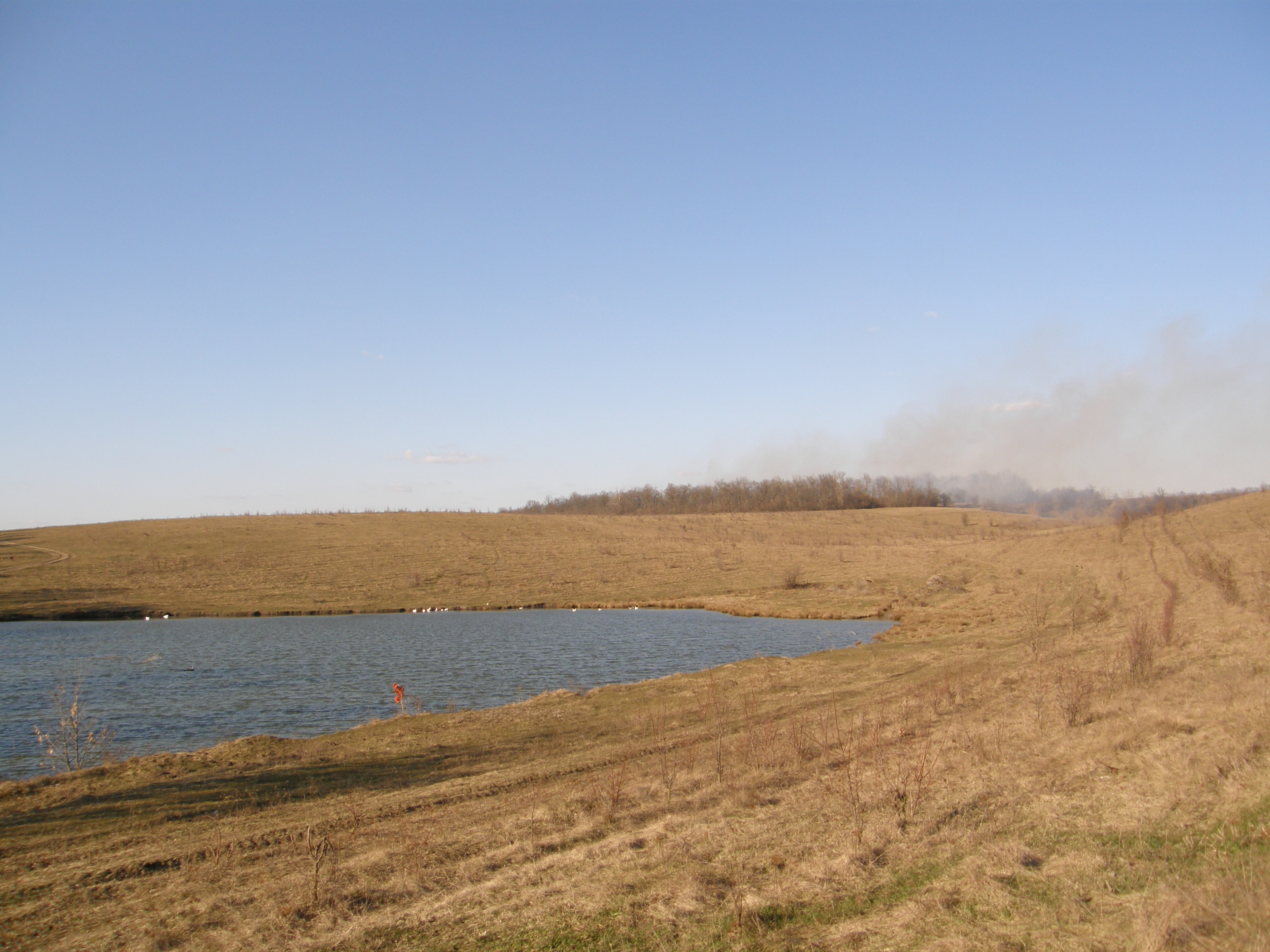
Поселення трипільської культури
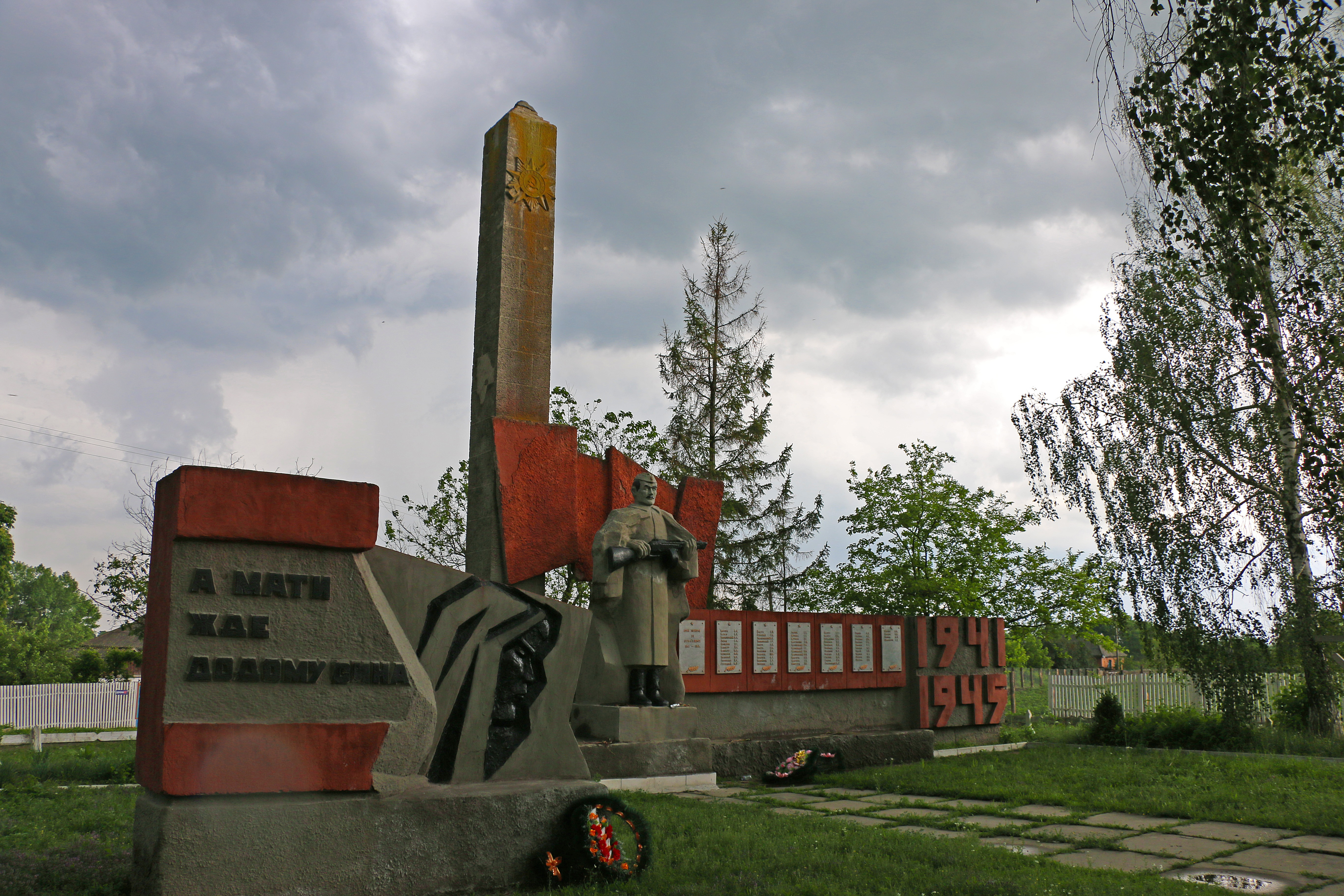
Пам'ятник воїнам-односельчанам